# 神戸電鉄グループ
神戸電鉄グループ（こうべでんてつグループ、英: Shintetsu Group）は、神戸電鉄株式会社を中核とする日本の企業集団。近畿地方を主体に運輸業・不動産業・流通業など数多くの事業を展開する。「神鉄グループ（しんてつグループ）」と呼ばれることが多い。 

## 概要

### グループの現勢
神戸電鉄グループ（こうべでんてつグループ）は、兵庫県南部を基盤とする神戸電鉄を傘下とする総合企業集団である。有価証券報告書に基づく2023年（令和5年）現在の現勢は以下の通りである。
- 加盟企業数 - 10社
- 主要事業数 - 17事業
- 従業員数 - 1,708名（臨時従業員832名含む）

有価証券報告書内では、加盟企業は神戸電鉄およびその子会社・関連会社と阪急阪神ホールディングスの10社としているが、一般的には阪急阪神ホールディングスを除いた9社をグループとすることが多いため、本記事でも9社について扱う。
また、一般的には省略形の「神鉄グループ（しんてつグループ）」と呼称することがほとんどであるため、本ページにおいても以下は省略形で記述する。

### 阪急阪神ホールディングスとの関係
グループの中核企業である神戸電鉄は、1961年（昭和36年）に京阪神急行電鉄（法人格としては現在の阪急阪神ホールディングス）と事業提携を行ったため、かつてグループ企業には阪急電鉄や阪急百貨店などに株式の一部を保有される会社があった。
しかし2000年代にいずれの企業も神戸電鉄の100%子会社化され、2023年（令和5年）現在、唯一阪急と資本関係のある神戸電鉄も、阪急阪神ホールディングスに株式の約27%を保有される持分法適用会社であるため、営業取引においては阪急阪神ホールディングスへの依存度は低く、神鉄グループでほとんど独立した経営が行われている。

## 沿革

### 阪急電鉄との提携による再建
神戸電鉄の経営は1956年（昭和31年）頃より苦難が頂点に達し、車両や線路の補修も怠り、神戸市への売却や自動車路線への転換を検討するほどの窮迫ぶりであった。このような中で神戸高速鉄道への乗り入れや複線化を控えた神戸電鉄では、関西を代表する大手私鉄である阪急電鉄にどうあっても救済を申し込まなければ会社が倒産すると考え、1960年（昭和35年）4月から阪急電鉄会長（当時）の和田薫へ会社再建の交渉を開始した。当初は神戸電鉄社長（当時）の原泰良が交渉にあたったが、和田薫はこれを長い間拒否し、神戸電鉄側は神戸銀行（現：三井住友銀行）のトップである岡崎忠頭取（当時）までもを動員して1年がかりで説得を行った。原の談では阪急電鉄社長（当時）の小林米三と会長の和田薫を「こう頼まれては、あきまへんわ」というところまで持ち込んだという。結果、1961年（昭和36年）5月25日には阪急電鉄が神戸電鉄株式の39%を肩代わりして、神戸電鉄は阪急電鉄の関連会社となった。阪急電鉄の役員会議では、神戸電鉄に誰を役員として送るかが議論になり、電鉄会社のため運輸経験者を送る計画が持ち上がったが、和田の発案によって土地経営部部長（当時）の佐藤京市を常務として入社させた。この結果、阪急系列下に入った神戸電鉄は、経営の重点を沿線での土地開発と住宅建築に置くようになってしまったが、時を同じくして住宅ブームが訪れた結果、電鉄会社にも関わらず住宅部門が活況を呈し、鉄道部門の赤字を消して会社の業績は急伸長した。

### 中田大三社長によるグループの発達
1970年（昭和45年）には阪急電鉄から中田大三が社長として送り込まれた。中田大三は、鉄道の発展には沿線開発が必要不可欠として、大規模なニュータウン開発を行うのみならず、さまざまな面から住環境を創出して沿線人口を誘致し、鉄道事業の利用者数を大幅に増加させるという相乗効果を狙った「神鉄複合文化産業構想」を独自で打ち出し、グループ企業は急激に肥大成長した。安定的な収益を生む鉄道を中核に、交通・不動産・流通・レジャー・サービス・ホテル・建設・教育・スポーツ・金融等の各分野を手掛けるようになり、総合企業集団「神鉄グループ」の結成を見るに至った。
上記の構想が順調に進み沿線開発が成熟した1991年（平成3年）、沿線分譲面積は687,756 m2にも達し、賃貸商業ビルは22棟を数えるまでになったほか、グループ企業は17社を数えるまでに成長した。
近年はグループ規模の縮小が行われているが、一方で介護事業や発電事業など新規分野への参入も行われている。

## グループの歴史
以下にグループ会社のおもな年譜を掲載する。各グループ企業の詳しい年譜については、各会社の記事を参照。
- 1926年（大正15年）3月27日 - 神戸有馬電気鉄道株式会社（現：神戸電鉄株式会社）設立。
- 1927年（昭和2年）5月 - 不動産事業開始。
- 1928年（昭和3年）11月28日 - 鉄道事業開始。
- 1930年（昭和5年）
  - 3月12日 - 摂丹自動車株式会社グループに加入。
  - 8月15日 - 摂北三田自動車株式会社グループに加入。
  - 12月 - 山田電灯株式会社グループに加入。
- 1931年（昭和6年）2月4日 - 摂北丹波自動車株式会社設立。
- 1936年（昭和11年）6月29日 - 三木電気鉄道株式会社設立。
- 1941年（昭和16年）4月1日 - 有馬温泉掘鑿有限会社（現：株式会社有馬温泉企業）設立。
- 1957年（昭和32年）4月1日 - 本格的な建売住宅地の開発を開始。
- 1959年（昭和34年）10月5日 - 株式会社神鉄交通社（現：神鉄観光株式会社）設立。
- 1961年（昭和36年）
  - 9月25日 - 株式会社有馬ファミリーセンター（現：株式会社有馬ビューホテル）設立。
  - 12月21日 - 株式会社神鉄自動車修理工場設立。
- 1962年（昭和37年）
  - 2月9日 - 神鉄交通株式会社（現：神鉄タクシー株式会社）設立。
  - 4月25日 - 有馬ヘルスセンター（現：太閤の湯）オープン。
- 1969年（昭和44年）
  - 4月9日 - 大阪神鉄交通株式会社（現：大阪神鉄豊中タクシー）設立。
  - 7月7日 - 株式会社神鉄モータープール設立。
- 1970年（昭和45年）
  - 4月 - 初の大規模ニュータウン「神鉄北鈴蘭台（計画人口15,226人）」の販売を開始。
  - 10月16日 - 大阪殖産株式会社設立。
  - 12月25日 - 株式会社神鉄設計（現：阪急設計コンサルタント）設立。
- 1972年（昭和47年）6月20日 - 株式会社神鉄不動産設立。
- 1973年（昭和48年）
  - 5月4日 - 株式会社神鉄エンタープライズ設立。
  - 7月29日 - 有馬ビューホテル（現：ホテル有馬きらり）オープン。
  - 10月16日 - 初の分譲マンション完成。
- 1975年（昭和50年）
  - 2月21日 - 株式会社神鉄会館設立。
  - 7月1日 - 13フロアからなる初の高層ビル「神鉄ビル」に本社機能移転。
  - 7月4日 - 神鉄一番街オープン。
- 1977年（昭和52年）2月17日 - 株式会社阪急スポーツ企画設立。
- 1978年（昭和53年）
  - 2月15日 - 株式会社神鉄運輸サービス設立。
  - 10月2日 - 株式会社神鉄自動車整備設立。
- 1979年（昭和54年）10月29日 - 北神急行電鉄株式会社設立。
- 1984年（昭和59年）4月3日 - 株式会社神鉄ファイナンス設立。
- 1985年（昭和60年）
  - 9月7日 - 神鉄国立学院株式会社設立。
  - 12月24日 - 株式会社エス・シー・エス（現：株式会社神鉄コミュニティサービス）設立。
- 1986年（昭和61年）4月11日 - 株式会社神鉄住宅販売（現：株式会社神鉄ビジネスサポート）設立。
- 1987年（昭和62年）5月7日 - 神鉄住宅センターオープン。
- 1988年（昭和63年）
  - 4月2日 - 北神急行線開業、ハイテクランドオープン。
  - 4月17日 - 21世紀博覧会に「神鉄・北神トランスポ館」出展。
  - 7月8日 - 谷上ドーム街オープン。
- 1989年（平成元年）11月 - 高級ハイグレード住宅ブランド「神鉄ステイタスシリーズ」誕生。
- 1990年（平成2年）3月18日 - 喫茶モエット沿線外への出店を開始。
- 1994年（平成6年）3月15日 - ファミリーマンションブランド「ベルドール」誕生。
- 1996年（平成8年）8月14日 - ローコストマンション「クレイシアシリーズ」誕生。
- 1997年（平成9年）9月5日 - スーパー神鉄食彩館1号店オープン。
- 1998年（平成10年）4月1日 - 神鉄バス株式会社設立。
- 1999年（平成11年）10月15日 - 携帯電話販売ストア「モバイルファースト」オープン。
- 2000年（平成12年）4月1日 - 介護サービス事業開始。
- 2001年（平成13年）4月2日 - 沿線各地で保育園の展開を開始。
- 2003年（平成15年）8月1日 - 神鉄スイミングスクールオープン。
- 2004年（平成16年）3月29日 - リラクセーション事業開始。
- 2008年（平成20年）10月1日 - 神鉄サーキットスタジオオープン。
- 2011年（平成23年）11月1日 - 御影スイミングスクールオープン。
- 2013年（平成25年）6月17日 - 初の発電施設運用開始。
- 2015年（平成27年）6月18日 - 神鉄観光セブンーイレブン1号店オープン。

## 現在の事業内容
以下に現在のグループ会社一覧を掲載する。一社で複数の事業分野に展開している場合には、それぞれの事業分野で重複して掲載している。有価証券報告書等ではグループ会社に阪急阪神ホールディングスを含んで記載している場合があるが本項では省略する。

### 運輸業
- 神戸電鉄 - 鉄道事業
- 神鉄バス - 旅客バス事業、貸切バス事業
- 神鉄タクシー - タクシー業
- 大阪神鉄豊中タクシー - タクシー業

| 事業       | 摘要                   | 営業距離               | 車両数 |
| ---------- | ---------------------- | ---------------------- | ------ |
| 鉄道事業   | 有馬線                 | 22.5km                 | 147両  |
| 鉄道事業   | 三田線                 | 12.0km                 | 147両  |
| 鉄道事業   | 粟生線                 | 29.2km                 | 147両  |
| 鉄道事業   | 公園都市線             | 5.5km                  | 147両  |
| 鉄道事業   | 神戸高速線             | 0.4km                  | 147両  |
| バス事業   | 神鉄バス               | 17.5km                 | 15両   |
| バス事業   | 阪急バス               | 44.5km                 | 30両   |
| バス事業   | 貸切バス               | 貸切バス               | 83両   |
| タクシー業 | 大阪営業所・豊中営業所 | 大阪営業所・豊中営業所 | 100両  |
| タクシー業 | 北鈴蘭台総合基地       | 北鈴蘭台総合基地       | 57両   |

### 不動産業
- 神戸電鉄 - 土地建物販売業、土地建物賃貸業
- 神鉄エンタープライズ - 土地建物賃貸業
- 大阪神鉄豊中タクシー - 土地建物賃貸業

| 事業           | 所在地                                                                               | 面積        |
| -------------- | ------------------------------------------------------------------------------------ | ----------- |
| 建物賃貸業     | 兵庫県（神戸市・三田市・三木市・小野市）、大阪府（豊中市・茨木市）、東京都（大田区） | 約32,000㎡  |
| 土地賃貸業     | 兵庫県（神戸市・三田市・三木市・小野市・伊丹市）、大阪府（大阪市）                   | 約103,000㎡ |
| 発電・売電事業 | 兵庫県（神戸市）                                                                     | 約11,355㎡  |

### 流通業
- 神鉄エンタープライズ - 食品スーパー業（神鉄食彩館）
- 神鉄観光 - コンビニ業、飲食業

| 事業                                 | 所在地         |
| ------------------------------------ | -------------- |
| 食品スーパー業（神鉄食彩館）         | 神戸市         |
| コンビニ業（セブン-イレブン）        | 神戸市         |
| 飲食業（ケンタッキーフライドチキン） | 尼崎市・茨木市 |

### 建設業
- 神鉄コミュニティサービス - 建築・建設業、鉄道サービス、農林サービス

### 施設管理業
- 有馬温泉企業 - 有馬温泉源泉の管理
- 神鉄コミュニティサービス - ビルメンテナンス、マンション管理

### その他の事業
- 神戸電鉄 - 発電事業、売電事業、スイミングスクール事業、保育事業、介護サービス事業
- 神鉄エンタープライズ - 資材販売事業
- 神鉄観光 - 旅行業、広告代理業、水産観光業（有馬ます池）
- 神鉄コミュニティサービス - 警備業、清掃業
- 有馬温泉企業 - 有馬温泉の給湯販売業
- 神鉄ビジネスサポート - 金融業、情報システムサービス業

## 過去の事業内容
- 北神急行電鉄（2020年解散）- 鉄道事業、土地建物賃貸業
- 神鉄兵庫ゴルフ（2014年脱退）- 兵庫カンツリー倶楽部の運営
- 有馬ビューホテル（2008年脱退）- 太閤の湯・有馬ビューホテルの運営
- 神鉄建設（2002年解散）- 建築・建設業
- 神鉄運輸サービス（2001年神鉄バスと合併）- 貸切バス事業
- 神鉄ファイナンス（2000年解散）- 金融業
- 神鉄設計（1999年阪急エンジニアリングと合併）- 鉄道車両の設計、建物設計業務
- 神鉄国立学院（1990年代解散）- 国立学院予備校・真学塾の運営
- 阪急スポーツ企画（1993年脱退）- スイミングスクール事業
- 神鉄産業（1988年解散）- 結婚式場、宴会場の運営
- 神鉄自動車整備（1986年神鉄交通と合併）- バス・タクシー車両の整備点検業務
- 大阪殖産 - 不動産業、飲食業（有馬興業子会社）
- 神鉄モータープール（1974年神鉄不動産と合併）- 土地建物賃貸業
- 神鉄自動車修理工場 - 自動車整備業
- 神戸自動車学院 - ドライビングスクールの運営
- 湊川温泉興業 - レジャー業
- 湊川ホテル - ホテル業

## 経営計画と環境問題への取組

### みらいビジョン2030
神戸電鉄グループでは、多様な人々との連携・共創を通じて新たな価値を創出しグループの持続的な成長を図るとともに、社会課題の解決や持続可能な社会の実現に向けて、神戸電鉄が果たすべき役割（ミッション）を新たに定義し、2030年度（令和12年度）時点における“あるべき企業像”を示した長期経営ビジョン「神鉄グループみらいビジョン2030」を策定したことを、2023年（令和5年）5月に発表した。目指す“あるべき企業像”を『暮らしに彩を添える地域の共創プラットフォーム』とし、暮らしに彩を添える時間やモノ、サービスの共創プラットフォームとして確固たる地位を築き、地域の持続的な価値向上に貢献するとともに、社会・経済活動を支える存在となることを目指すとしている。

### 中期経営計画2026
「みらいビジョン2030」の実現にむけた具体的な実行計画を推進していくため、2030年（令和12年）までの8年間を前後半に分け、最初の4か年にあたる経営計画を「中期経営計画2026」として策定したことを2023年（令和5年）5月に発表した。コロナ禍により落ち込んだ「収益力」をコロナ禍前の水準に回復させるとともに、「財務の健全性」を引き続き着実に進展させ、外部環境の変化（コロナ禍による生活様式の変化や高コスト社会など)に対応しながら、グループの持続的な成長を通じて企業価値を高めて、各種ステークホルダーの期待に応えるとともに、地域の持続的な価値向上に貢献していくこととしている。
重点課題として「①新しい時代（外部環境の変化）に対応した取り組み」「②沿線活性化への取り組み」「③収益性の改善に向けた取り組み」「④有利子負債削減に向けた取り組み」をあげ、神戸電鉄グループ全体の収益拡大を目標としている。

#### 事業戦略
1. 新しい時代（外部環境の変化）に対応した収益構造の構築等
鉄道事業における持続可能な収益構造の構築
不動産事業における更なる収益力の強化と街づくりへの貢献
2. 沿線活性化
当社グループの事業展開による地域の活性化
自治体等との連携による駅および駅周辺の活性化
3. 成長投資・新規投資による収益拡大
賃貸収益物件や不動産投資ファンドへの投資
既存事業やその周辺事業強化のための投資
事業提携、資本提携、M&A等
4. ステークホルダーへの貢献・還元
出来るだけ早期の復配を目指す
人的資本投資の強化

#### 数値目標
- 営業利益18億円以上
- 当期純利益8億円以上
- 借入金残高550億円以下
- 自己資本比率25%以上

### 地球環境問題への取り組み
神戸電鉄グループでは、経営方針に「地球環境の保護・保全」を掲げて環境理念や環境方針を制定するとともに、「地球環境対策委員会」を設置して「美しい地球の環境保全」に向けた様々な取り組みを行っている。2022年（令和4年）5月には神鉄グループにとってのサステナビリティ重要テーマ（マテリアリティ）を公表し、その1つとして「地球環境の保護・保全」を掲げ、「沿線自治体や行政機関とも連携し環境にやさしい公共交通の利用促進を図るとともに、脱炭素社会、循環型社会、自然共生社会等の実現をはじめとした地球環境の保護・保全に積極的に取り組む」姿勢を打ち出した。この一環として、脱炭素社会を実現のため政府目標と整合する目標として鉄道事業におけるCO2排出量を2030年（令和12年）度までに2013年（平成25年）度比46%削減することを重点的な取り組みのKPIの1つとして公表したが、2023年（令和5年）6月にはこれを神鉄グループ全体の目標に見直した。

## 博覧会への協賛
神戸電鉄グループでは博覧会への協賛・パビリオンの出展を行った例がある。

### 21世紀公園都市博覧会
兵庫県三田市において1988年（昭和63年）4月17日から8月31日に開催された21世紀公園都市博覧会（ホロンピア‘88）に「21世紀の都市交通館　神鉄・北神トランスポ館」を出展していた。リニアモーターカーや北神トンネルに関する展示を行い、267,890人もの来館者数を記録した。

#### 展示概要
- テーマ：TOGETHER WITH THE しんてつ
- 展示物
  - リニアモーターカーに関する展示
  - 近未来の都市交通技術の資料や模型
  - 神鉄グループである北神急行電鉄に関する展示
  - 北摂線（のちに公園都市線として開業）に関する展示
  - 3000系車両の模型
  - 沿線案内図・パネル
  - 100インチ画面による列車走行ビデオ放映

### 国際花と緑の博覧会
大阪府の鶴見緑地で1990年（平成2年）に開催された国際花と緑の博覧会に協賛していた。長田駅付近の線路沿いでは協賛を記念してソメイヨシノ等の記念植樹が行われている。

## 提供番組
サンテレビジョン（近畿地方と中四国地方の一部をカバーする民間放送局）で21時台に放送されていた「SUN-TVニュース」（神戸新聞社取材協力・協賛）を神鉄グループで開局当初から平成初頭まで提供しており、クレジットは「神戸電鉄・神鉄観光・神鉄一番街」と表示されていた。
10秒のCMが3本続けて放映される構成であり、おもなCMには以下のものがあった。
- 神戸電鉄・神鉄観光・神鉄会館宴会場
- 神戸電鉄・神鉄観光・神鉄総合結婚式場
- ハイテクランド・神鉄観光・神鉄会館宴会場